# Univerzita Tchung-ťi
Univerzita Tchung-ťi (čínsky v českém přepisu Tchung-ťi Ta-süe, pchin-jinem Tóngjì Dàxué, znaky zjednodušené 同济大学, tradiční 同濟大學) je univerzita v Šanghaji v Čínské lidové republice. Sídlí v šanghajských obvodech Ťia-ting a Jang-pchu.
Univerzita má přibližně pětatřicet tisíc studentů a bezmála tři tisíce odborných pracovníků, z toho přes osm set profesorů.

## Dějiny
Nejstarším předchůdcem současné univerzity byla „Německá lékařská škola pro Číňany v Šanghaji“, kterou založila v roce 1907 německá vláda. V jejím založení se angažovali mimo dalších německý generální konzul v Šanghaji Wilhelm Knappe, pruský ministerský referent pro univerzity Friedrich Althoff a trojice lékařů Erich Paulun, Oscar von Schab a Paul Krieg, kteří zřídili v Šanghaji nemocnici, která následně sloužila jako univerzitní nemocnice.

## Významní absolventi
- Wang Šu (* 1963), architekt